# Nitder Pizzani
Ladyy Nitder Pizzani Rodríguez (Rocha, 17 novembre 1948) è un ex calciatore uruguaiano, di ruolo attaccante.

## Biografia
Nato a Rocha, si trasferì a Maldonado con la famiglia a 5 anni; vi rimase fino ai 14. A 14 anni si trasferì a San Carlos, mantenuto dal presidente del Libertad Lito García. Nel 1972 si stabilì a Montevideo. Una volta terminata la carriera calcistica, si trasferì a Punta del Este, dove lavorò per 30 anni.

## Caratteristiche tecniche
Giocava come ala. Aveva iniziato la carriera nel ruolo di centravanti, ma quando giunse al Peñarol la presenza di Fernando Morena lo costrinse, per trovare spazio, a spostarsi nel ruolo di ala, che ricoprì giocando su entrambe le fasce. Pizzani era dotato di buone doti realizzative: fu uno dei principali realizzatori del Peñarol negli anni 1970.

## Carriera

### Club
Cresciuto nelle giovanili del Libertad, squadra di San Carlos, in cui rimase dai 13 ai 18 anni nella Tercera División, debuttò nella prima squadra del club quando aveva 15 anni. Nello stesso periodo ebbe alcune esperienze nella selezione del Dipartimento di Maldonado; ebbe una breve esperienza al Sud América di Montevideo, che si concluse per via dei mancati pagamenti del club. Nel 1970-1971 giocò nel Libertad; Nel 1972 entrò a far parte del Peñarol: lì giocò da titolare per diversi anni, vincendo un campionato nazionale nel 1975 e partecipando anche a tre edizioni della Coppa Libertadores (1975, 1976 e 1977). Nel 1977 venne ceduto al Guaraní, formazione paraguaiana di Asunción, con cui rimase fino al 1978. Nel 1979 giocò per il Montevideo Wanderers; nella prima parte del 1980 ebbe la sua seconda esperienza all'estero, in Colombia: giocò 28 partite, con 3 reti, nell'Atlético Bucaramanga. Nella seconda metà del 1980 giocò, per tre mesi, nel Rentistas, con cui retrocesse in seconda serie; recisse poi il contratto e giocò per sei anni nell'Ituzaingó. Alla fine degli anni 1980 chiuse la carriera dopo aver giocato in alcune squadre delle serie minori uruguaiane.

### Nazionale
Debuttò in Nazionale il 12 gennaio 1977: giocò poi 3 partite nelle qualificazioni al campionato del mondo 1978, segnando 2 reti contro il Venezuela: fu il miglior marcatore dell'Uruguay nel corso del torneo, insieme a Darío Pereyra, con 2 gol.

## Palmarès

### Club

#### Competizioni nazionali
- Campionato uruguaiano: 1

Peñarol: 1975